# 진키
진키(일본어: 神亀)는 일본의 연호 중 하나이다.
- 전후 : 요로(養老) 이후 - 덴표(天平) 이전.
- 시기 : 724년 ~ 728년
- 천황 : 쇼무 천황

## 개원
- 요로 8년 2월 4일(율리우스력 724년 3월 3일) 하얀 거북이가 나타난 상서로운 징조로 개원하여
- 진키 6년 8월 5일(율리우스력 729년 9월 2일)에 덴표로 개원되었다.

## 진키 시기에 일어난 일
- 원년
  - 무쓰노쿠니에 다가 성(多賀城 타가조[*])을 축조했다.
- 4년
  - 발해에서 사신(발해사, 渤海使)이 처음으로 일본을 방문하였다.
- 6년
  - 2월 12일 : 나가야노오키미(長屋王)가 반란의 혐의로 군에게 추포되자 자결하였다.

## 서력과의 대조표
| 진키        | 원년       | 2년        | 3년        | 4년        | 5년        | 6년        |
| ----------- | ---------- | ---------- | ---------- | ---------- | ---------- | ---------- |
| 서기 (西紀) | 724년      | 725년      | 726년      | 727년      | 728년      | 729년      |
| 간지 (干支) | 갑자(甲子) | 을축(乙丑) | 병인(丙寅) | 정묘(丁卯) | 무진(戊辰) | 기사(己巳) |

## 같이 보기
- 일본의 연호 일람

| 이전 요로 | 일본의 연호 724년 ~ 728년 | 다음 덴표 |